# Charles Pétiniaud-Dubos

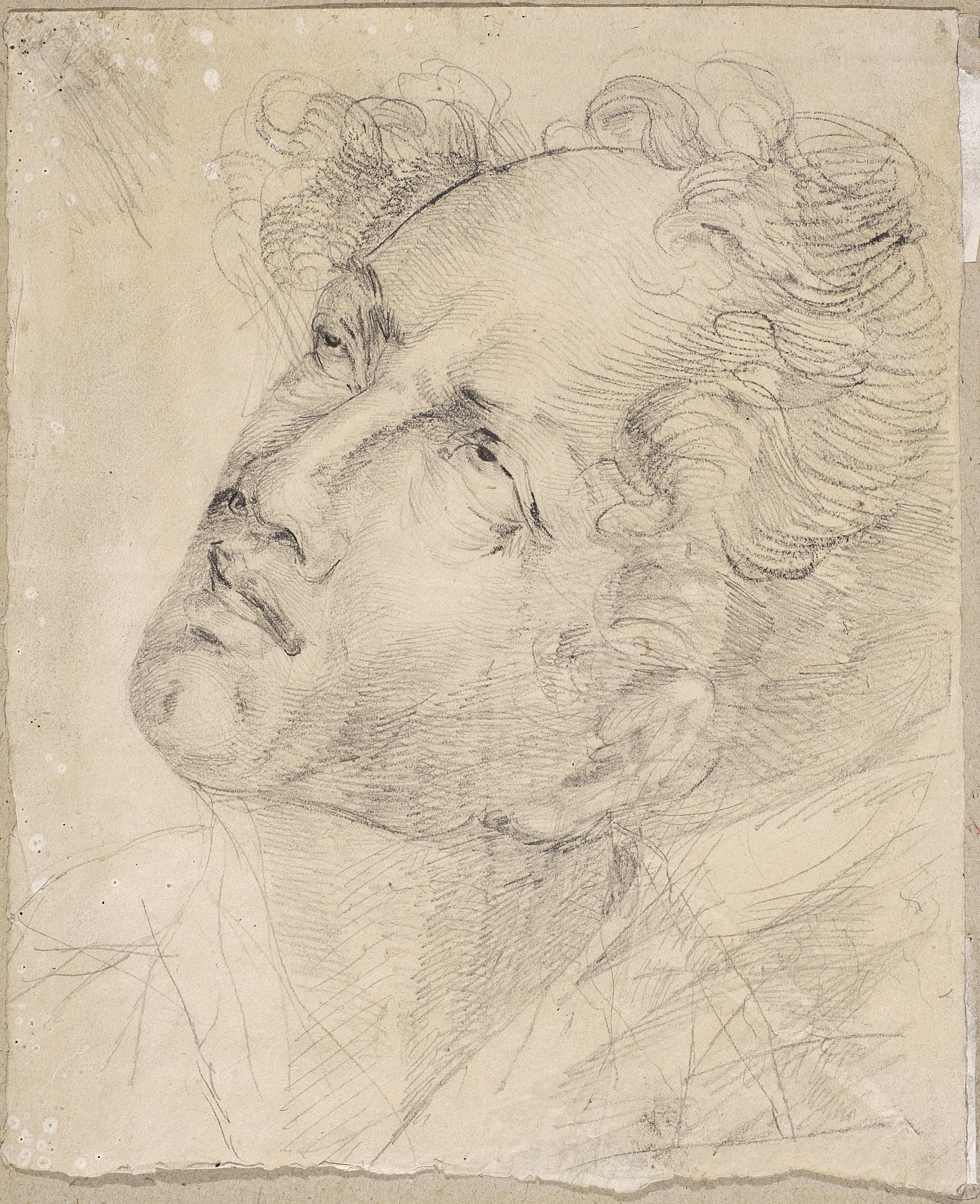
Juliusz Słowacki na łożu śmierci. Szkic wykonany przez jego przyjaciela, Charles'a Pétiniaud-Dubos (1849)

Charles Pétiniaud-Dubos (ur. 1822 lub 1823, zm. 1906) – francuski malarz. Jego prace były wystawiana na wystawach paryskich w latach 1844, 1848, 1856, 1897 i 1906.
Stworzył wystrój wnętrz Katedry św. Stefana w Limoges w 1844 roku.
Był przyjacielem i wykonawcą ostatniej woli polskiego poety Juliusza Słowackiego, dla którego zaprojektował jego pierwszy nagrobek na Cmentarzu Montmartre. Narysował także szkic przedstawiający Słowackiego na łożu śmierci w 1849 r.